# Al voltant de la Lluna
Al voltant de la Lluna (títol original en francès Autour de la Lune) és una novel·la de l'escriptor francès Jules Verne i va ser la continuació de De la Terra a la Lluna. Va aparèixer de forma seriada al "Journal des débats politiques et littéraires" des del 4 de novembre fins al 8 de desembre del 1869. Més tard fou editada junt amb la seva preqüela el 16 de setembre de 1872.
Aquesta història ens porta la aventura que viuen els 3 viatgers Michel Ardan, Impey Barbicane i Nicholl, des que són tancats en el projectil fins que arriben a la Terra, i descriuen amb tota mena de detalls tot el que passa durant el seu viatge de 13 dies.

## Personatges principals
- Barbicane
- Nicholl
- Ardan
- J. T. Maston

## Argument
La novel·la se centra en 3 persones de gran reputació tancades en l'interior d'un gran projectil que, per mitjà del major canó mai construït, efectuaran el primer viatge a la Lluna de la història. El llançament es realitza en el perigeu i amb lluna plena per tal de minimitzar el transcurs del viatge i facilitar el seguiment del projectil des de la Terra.
Tot i que l'objectiu era arribar al satèl·lit terrestre aviat topen amb un cos espacial que passa prou a prop dels viatgers com per desviar la trajectòria del projectil. Mentre s'apropaven a l'objectiu y el sobrevolaven discutien temes científics com són la possibilitat d'Atmosfera a la Lluna o la seva Topografia. També van tractar el tema de possible antiga vida Selenita, tal com afirmaven certs científics de l'època, teoria que van confirmar quan passaven per sobre del costat ocult de la Lluna, car van observar, gràcies a l'esclat d'un bòlid que va provocar llum, que hi havien estructures devastades en aquesta part de la superfície lunar.
Després d'una sèrie de càlculs, els viatgers van arribar a la conclusió que descrivien una trajectòria el·líptica i que tornarien a un punt on la gravetat seria nul·la, moment idoni per utilitzar uns coets que neutralitzarien la força del projectil i caurien a la Lluna, però el seu objectiu no es va materialitzar i en comptes de caure en el satèl·lit el projectil es va dirigir cap a la Terra. La seva caiguda va ser amortiguada per l'Oceà Pacífic, d'on van ser rescatats dies després per la marina nord-americana.

## Comentaris
- Jules Verne es va aprofitar dels coneixement científics de l'època a l'hora d'escriure aquesta obra. Fets com que els objectes llençats des de la nau segueixen la trajectòria d'aquesta, la falta de gravetat o com l'excés d'oxigen pot provocar atacs d'eufòria són introduïts en el llibre amb la intenció de crear una obra versemblant.
- Durant l'obra els protagonistes parlen sobre la possibilitat d'atmosfera a la Cara oculta de la Lluna. Avui en dia se sap que la Lluna té atmosfera, però molt dèbil.
- Les coordenades on Jules Verne situa el canó que llença el projectil es troben curiosament a Florida, a prop de Cap Canaveral, on la NASA disposa de rampes de llançament.

## Adaptacions

### Cinema
- 1958: "De la Terra a la Lluna" ("From the Earth to the Moon")
- Guió: Robert Blees, James Leicester.
- Dir.: Byron Haskin.
- Int.: Joseph Cotten, George Sanders, Debra Paget, Don Dubbins.
- Basada en les dues novel·les de Jules Verne "De la Terra a la Lluna" i "Al voltant de la Lluna".